# بريت كونواي
بريت كونواي (بالإنجليزية: Brett Conway)‏ هو لاعب كرة قدم أمريكية أمريكي، ولد في 8 مارس 1975 في أتلانتا في الولايات المتحدة.

## وصلات خارجية
- بريت كونواي على موقع مرجع كرة القدم المحترفة.كوم (الإنجليزية)